# Foutouri
Ne doit pas être confondu avec Foutouri-Peulh.
Cet article concerne le village chef-lieu. Pour le département et la commune rurale, voir Foutouri (département).
Foutouri est un village du département et la commune rurale de Foutouri, dont il est le chef-lieu, situé dans la province de la Komondjari et la région de l’Est au Burkina Faso.

## Géographie
Village isolé de la région, Foutouri est situé à environ une vingtaine de kilomètres de la frontière nigérienne et à environ 110 km au nord-est de Fada N’Gourma, le chef-lieu de la région. Le village est également à 60 km à l’est de Gayéri, le chef-lieu de la province de la Komondjari.

## Santé et éducation
Foutouri accueille un dispensaire isolé.